# كينيث أو. ماي
كينيث أو. ماي (بالإنجليزية: Kenneth O. May)‏ هو أستاذ جامعي ومؤرخ ورياضياتي أمريكي، ولد في 8 يوليو 1915 في بورتلاند في الولايات المتحدة، وتوفي في 1 ديسمبر 1977 في تورونتو في كندا.